# Gunther Hildebrandt
Gunther Hildebrandt (* 12. Januar 1924 in Freiburg; † 6. März 1999) war ein deutscher Physiologe und Hochschullehrer.

## Leben
Von 1951 bis 1959 arbeitete Hildebrandt als wissenschaftlicher Mitarbeiter in der Balneologischen Forschungsstelle Bad Orb, deren Leitung er 1959 übernahm. 1959 habilitierte er sich über Die rhythmische Funktionsordnung von Puls und Atmung für das Fach Humanphysiologie und Balneologie. 1964 wurde er Direktor des neu gegründeten Instituts für Arbeitsphysiologie und Rehabilitationsforschung in Marburg, seit 1967 als ordentlicher Professor. Er baute mit Herbert Hensel in Marburg den Sonderforschungsbereich Adaptation und Rehabilitation auf. Er wurde 1992 emeritiert.
Von 1967 bis 1969 war er Präsident der Deutschen Gesellschaft für Physikalische Medizin und Rehabilitation, er war Gründungspräsident der Europäischen Gesellschaft für Chronobiologie (1985–1987). Hildebrandt war Mitglied der 1996 gegründeten Europäischen Gesellschaft für Klassische Naturheilkunde und Ehrenmitglied zahlreicher nationaler und internationaler wissenschaftlicher Gesellschaften.
Ein Tätigkeitsschwerpunkt war die Chronobiologie und Chronomedizin. Er verfasste hier früh Forschungsarbeiten zur Organrhythmik. Beispielsweise pendeln sich im Schlaf Puls und Atmung tendenziell auf ein Verhältnis 4:1 ein. Diesen Puls-Atem-Quotient führte er in die Kurmedizin ein. Er schlug eine Disziplin der „therapeutischen Physiologie“ vor, die analog der Beschreibung der zur Erkrankung führenden Prozesse (Pathophysiologie), die Prozesse beschreibt, die zu einer Gesundung führen.

## Schriften (Auswahl)
- Gunther Hildebrandt: Die rhythmische Funktionsordnung von Puls und Atmung. L., Marburg 1958, OCLC 720160901 (Marburg, Med. F., Hab.-Schr. v. 4. Juni 1959).
- Gunther Hildebrandt (Hrsg.): Biologische Rhythmen und Arbeit: Bausteine zur Chronobiologie und Chronohygiene der Arbeitsgestaltung. Springer, Wien / New York 1976, ISBN 978-0-387-81372-1 (Nach Vorträgen, gehalten auf dem Kongress über Rhythmische Funktionen in Biologischen Systemen, Wien, 8. bis 12. September 1975).
- Gunther Hildebrandt, Walter Amelung: Therapeutische Physiologie, Grundlagen der Kurortbehandlung. In: Balneologie und medizinische Klimatologie. Band 1. Springer, Berlin [u. a.] 1985, ISBN 978-3-540-11449-9.
- Gunther Hildebrandt, Walter Amelung: Balneologie. In: Balneologie und medizinische Klimatologie. Band 2. Springer, Berlin [u. a.] 1985, ISBN 978-3-540-13989-8.
- Gunther Hildebrandt: Chronobiologische Grundlagen der Kurortbehandlung. In: K. L. Schmidt (Hrsg.): Kompendium der Balneologie und Kurortmedizin. Steinkopff, 1989, ISBN 978-3-642-85381-4, S. 119–148.
- Gunther Hildebrandt, Ingrid Bandt-Reges: Chronobiologie in der Naturheilkunde. Grundlagen der Cirkaseptanperiodik. Haug Karl, Heidelberg 1992, ISBN 978-3-7760-1262-0.
- Gunther Hildebrandt, Maximilian Moser, Michael Lehofer: Chronobiologie und Chronomedizin: biologische Rhythmen; medizinische Konsequenzen. Hippokrates, Stuttgart 1998, ISBN 3-7773-1302-5.

- gemeinsam mit Christoph Gutenbrunner (Hrsg.): Handbuch der Balneologie und medizinischen Klimatologie. Springer, Berlin u. a. 1998, ISBN 3-540-60534-7.